# San Juan de Regales
San Juan de Regales, al igual que San Juan del Rompeolas, es un barrio situado en el norte de Santurce (Vizcaya, España), situados junto a la carretera que va a Ciérvana.
Tiene la central térmica de Santurce al noroeste y el puerto de Bilbao al noreste.

## Servicios
Como San Juan del Rompeolas, es un barrio obrero, golpeado por los problemas socioeconómicos en las últimas décadas.

## Calles
La calle principal es Regales.

## Festividades
Sus fiestas se celebran el 24 de junio, san Juan, al igual que en San Juan del Rompeolas.